# Иван Грудов
Иван Попвелчев Грудов (1827 – 1895) е български търговец и национал–революционер, сподвижник на Георги Раковски и съорганизатор при изпращането на чети отвъд Дунава.

## Биография
Роден е на 13 август 1827 г. в Габрово. Син е на местния учител, а после и свещеник поп Велчо Грудов (1770 – 18..) и Стояна (Цана) Видинлиева. Има трима по-големи братя Стефан, Цанко и Илия и две сестри Елена и Мария. Първоначално учи в родния си град, а впоследствие развива търговска дейност във Влашко.
Включва се като член на Привременното българско началство, създадено през пролетта на 1862 г. с председател Георги Раковски. Учредител е и член на Тайния български централен комитет ТБЦК, предшественик на БРЦК.  ТБЦК начело с Иван Касабов, е основан през пролетта на 1866 г. с подкрепа от новото румънско правителство. Той организира комитети в Румъния, Одеса и българските земи. В него съществуват две крила – умерено (П. Кисимов, Ив. Грудов, Ив. Адженов) и радикално (Ив. Касабов, К. Цанков).
Иван Грудов е един от издателите и редакторите, заедно с Иван Богоров и Иван Касабов, на излизащия в Румъния орган на ТБЦК в. „Народност“ (1867 – 1869).
Подпомага организирането на четите на Хаджи Димитър и Стефан Караджа,, където взема участие племенникът му Иван Попхристов, син на по-голямата му сестра Елена, който загива при Вишовград. Впоследствие през 1876 г. подпомага изпращането и Ботевата чета, за което е арестуван от румънските врасти. 
До Иван Грудов, Иван Кавалджиев и Георги Странски Христо Ботев изпраща знаменитото си писмо от борда на „Радецки“, в което изповядва:
„Аз съм весел и радостта ми няма граници, като си наумя, че „Моята молитва“ се сбъдва.“ 
Внучката на Венета Ботева обаче си спомня с доста неприязнено чувство името на Иван Грудов, който по думите ѝ имал недоброжелателно и дори враждебно отношение към баба ѝ, по времето преди още да се е запознала с Христо Ботев.
Въпреки разгрома на Априлското въстание, още през лятото на 1876 година се възобновява в Букурещ БРЦК под името Българско централно благотворително общество (БЦБО). В него участват дейци от различни политически групировки – Киряк Цанков, Петър Енчев, Иван Вазов, Иван Грудов, Олимпий Панов, Стефан Стамболов и други. Макар да се легитимира като благотворителна организация, БЦБО пристъпва към организиране на български доброволчески отряди за участие в започналата през юни 1876 г. нова Сръбско-турска война.
След Освобождението Иван Грудов остава да живее и развива търговия в Букурещ.
По време на Сръбско–българската война неговият 19-годишен син Васил Иванов Грудов се включва в първата русенска народна доброволческа чета, създадена през септември 1885 г. в Русе, с командир поручик Панайот Великов Дворянов (1859 – 1937). Четата се отправя за Белоградчишко, където взема активно участие в боевете със сръбските войски до самия край на войната.